# Traffic Jam
Traffic Jam is de eerste single van de Britse muziekgroep Sailor. De single werd in eerste instantie alleen in Duitsland en Portugal uitgegeven, maar Nederland pakte dat over. Mede dankzij uitgebreide airplay en het filmpje in Toppop werd de single in Nederland een succes. Daarbuiten bleef het succes gering.
Traffic Jam handelt over de geschiedenis van de file, een onderwerp dat toen al speelde met in Nederland de vaste files op Knooppunt Oudenrijn en nabij de Coentunnel. De B-kant werd gevuld met Harbour. Traffic Jam staat op het muziekalbum Sailor, Harbour is nergens anders opgenomen op een album. Traffic Jam is een van de weinige singles en nummers van de band die niets met het leven op zee te maken heeft.

## Hitnotering
| "Traffic Jam" in de Nederlandse Top 40 binnen: 09-11-1974 | "Traffic Jam" in de Nederlandse Top 40 binnen: 09-11-1974 | "Traffic Jam" in de Nederlandse Top 40 binnen: 09-11-1974 | "Traffic Jam" in de Nederlandse Top 40 binnen: 09-11-1974 | "Traffic Jam" in de Nederlandse Top 40 binnen: 09-11-1974 | "Traffic Jam" in de Nederlandse Top 40 binnen: 09-11-1974 | "Traffic Jam" in de Nederlandse Top 40 binnen: 09-11-1974 | "Traffic Jam" in de Nederlandse Top 40 binnen: 09-11-1974 | "Traffic Jam" in de Nederlandse Top 40 binnen: 09-11-1974 | "Traffic Jam" in de Nederlandse Top 40 binnen: 09-11-1974 | "Traffic Jam" in de Nederlandse Top 40 binnen: 09-11-1974 |
| Week                                                      | 1                                                         | 2                                                         | 3                                                         | 4                                                         | 5                                                         | 6                                                         | 7                                                         | 8                                                         | 9                                                         |                                                           |
| --------------------------------------------------------- | --------------------------------------------------------- | --------------------------------------------------------- | --------------------------------------------------------- | --------------------------------------------------------- | --------------------------------------------------------- | --------------------------------------------------------- | --------------------------------------------------------- | --------------------------------------------------------- | --------------------------------------------------------- | --------------------------------------------------------- |
| Nummer                                                    | 24                                                        | 16                                                        | 12                                                        | 8                                                         | 6                                                         | 4                                                         | 6                                                         | 13                                                        | 25                                                        | uit                                                       |

| "Traffic Jam" in de Nederlandse Single Top 100 binnen: 09-11-1974 | "Traffic Jam" in de Nederlandse Single Top 100 binnen: 09-11-1974 | "Traffic Jam" in de Nederlandse Single Top 100 binnen: 09-11-1974 | "Traffic Jam" in de Nederlandse Single Top 100 binnen: 09-11-1974 | "Traffic Jam" in de Nederlandse Single Top 100 binnen: 09-11-1974 | "Traffic Jam" in de Nederlandse Single Top 100 binnen: 09-11-1974 | "Traffic Jam" in de Nederlandse Single Top 100 binnen: 09-11-1974 | "Traffic Jam" in de Nederlandse Single Top 100 binnen: 09-11-1974 | "Traffic Jam" in de Nederlandse Single Top 100 binnen: 09-11-1974 | "Traffic Jam" in de Nederlandse Single Top 100 binnen: 09-11-1974 |
| Week                                                              | 1                                                                 | 2                                                                 | 3                                                                 | 4                                                                 | 5                                                                 | 6                                                                 | 7                                                                 | 8                                                                 |                                                                   |
| ----------------------------------------------------------------- | ----------------------------------------------------------------- | ----------------------------------------------------------------- | ----------------------------------------------------------------- | ----------------------------------------------------------------- | ----------------------------------------------------------------- | ----------------------------------------------------------------- | ----------------------------------------------------------------- | ----------------------------------------------------------------- | ----------------------------------------------------------------- |
| Nummer                                                            | 21                                                                | 15                                                                | 10                                                                | 10                                                                | 12                                                                | 15                                                                | 15                                                                | 23                                                                | uit                                                               |

### NPO Radio 2 Top 2000
| Nummer met noteringen in de NPO Radio 2 Top 2000 | '99  | '00 | '01  | '02  | '03  | '04  |
| ------------------------------------------------ | ---- | --- | ---- | ---- | ---- | ---- |
| Traffic Jam                                      | 1503 | -   | 1636 | 1769 | 1816 | 1734 |

1. ↑  Een '-' betekent dat het nummer niet was genoteerd en een vetgedrukt getal geeft de hoogste notering aan.
2. ↑  Deze tabel is bijgewerkt tot en met de laatste editie (2024).